# LCH.Clearnet
Das Unternehmen LCH.Clearnet ist eines der größten europäischen Clearinghäuser, das auch als Zentraler Kontrahent agiert.

## Geschichte
Die LCH.Clearnet Group ist 2003 durch Fusion der London Clearing House und der Clearnet SA entstanden.
LCH.Clearnet gehörte zu 73,3 % verschiedenen Kunden, zu 10,9 % verschiedenen Börsen und zu 15,8 % der Euroclear. Seit März 2012 ist die London Stock Exchange der Mehrheitseigentümer.
Im Mai 2009 gab LCH.clearnet bekannt, im Laufe des Jahres auch das Clearing für die multilateralen Handelssysteme Chi-X Europe, Bats Trading Europe, Turquoise und NYSE Arca Europe anzubieten.
Ebenso wurde im Mai 2009 bekannt, dass ein Konsortium aus dem Broker ICAP und 10 Investmentbanken (Barclays, Citigroup, Deutsche Bank, HSBC, JPMorgan Chase & Co., Nomura Holdings, Morgan Stanley, Royal Bank of Scotland, Société Générale und UBS) versuchte, LCH.Clearnet für rund 813 Mio. Euro zu übernehmen.

## Übernahme durch die London Stock Exchange
Am 27. September 2011 bestätigte die London Stock Exchange (LSE), dass sie mit der LCH.Clearnet exklusive Gespräche zwecks einer Übernahme durch die LSE führt.
Am 9. März 2012 gab die London Stock Exchange bekannt, dass sie sich mit der LCH.Clearnet auf ein Übernahmeabkommen geeinigt hat. Demnach plant die LSE einen Anteil von mindestens 51 %, maximal bis zu 60 % zu erwerben. Der Kaufpreis beträgt 463 Mio. Euro.